# Segestria ruficeps
Segestria ruficeps is een spinnensoort in de taxonomische indeling van de zesoogspinnen (Segestriidae).
Het dier behoort tot het geslacht Segestria. De wetenschappelijke naam van de soort werd voor het eerst geldig gepubliceerd in 1832 door Félix Édouard Guérin-Méneville.